# Night Eyes (1982)
Night Eyes (Deadly Eyes) ist ein Horrorfilm des kanadischen Regisseurs Robert Clouse aus dem Jahr 1982.

## Handlung
In New York ist eine Schar von Ratten, die sich von Mais ernähren, der mit Steroiden angereichert ist und am Hafen gelagert wird, zu hundegroßen Monstern herangewachsen. Als die Gesundheitsbehörde diesen Mais verbrennen lässt, wird den Ratten die Nahrungsquelle geraubt. Hungrig machen sie sich auf die Suche nach neuer Nahrung. Durch ihre Größe sehen sie im Menschen keinen Feind mehr, sondern Nahrung. Bald bricht Panik aus.
Trudy und Martha, zwei Freundinnen, können dem Ratteninferno nicht entkommen. Die einzigen, die jetzt noch helfen können, sind der Lehrer Paul Harris und Kelly Leonard vom Gesundheitsamt. Als eine neue U-Bahn-Strecke vom Bürgermeister eingeweiht wird, greifen die Monsterratten an. Mit letzter Kraft kann Paul Harris die Ratten in die Luft sprengen und die Stadt vor mehr Unheil bewahren.

## Kritik
„Auf äußere Effekte hin inszenierter Horrorfilm, in Inszenierung, Darstellung und Spannung zweitklassig.“